# Martinuzzi-kastély
Az alvinci Martinuzzi-kastély, más néven Martinuzzi–Bethlen-kastély romos állapotú műemlék Romániában, Fehér megyében. A romániai műemlékek jegyzékében az AB-II-m-B-00394 sorszámon szerepel.

## Fekvése
Alvinc északi szélén található, a Borberek felé vezető út mellett, ahol a Pián patak a Marosba torkollik.

## Története
A kastély helyén a 13. század végén egy domonkosrendi kolostor létesült, amely a 16. századra elnéptelenedett. A kolostort is magába foglaló uradalom birtokosa 1526-ig a szász univerzitás volt, azután Szapolyai János Radu de la Afumați havasalföldi fejedelemnek adományozta. Következő tulajdonosai Georg von Reicherstorffer, Kozárdy (Kosári, Kocsárdi, Hozárdi) Miklós, Majláth István és Radu Paisie havasalföldi fejedelem voltak.
1546 körül került Martinuzzi (Fráter) György tulajdonába, aki a mintegy húsz éve nem működő kolostor épületét kastéllyá alakíttatta át. Martinuzzi meggyilkolását követően (1551. december 17.) Majláth örököseinek jutott, majd Bekes Gáspárhoz. A kerelőszentpáli csata (1575. július 9-én) után, amelyben Báthory István fejedelem legyőzte a trónkövetelő Bekest, a kastélyt Báthory szerezte meg. 1578-ban Majláth Margit férje, Iffiú János visszakapta Báthory Kristóftól.
1595 és 1597 között Báthory Zsigmond fogságában itt raboskodott Rettenetes Áron moldvai fejedelem, és itt mérgezték meg. 1601-ben Giorgio Basta a kastély börtönében ölette meg Simone és Fulvio Genga építészeket, azzal a váddal, hogy Vitéz Mihály uralkodása alatt beleavatkoztak az Erdélyi Fejedelemség belügyeibe.
Több tulajdonosváltás után 1607-ben Báthory Gábor szerezte meg, és ettől kezdve a fejedelmi birtokok közé tartozott. Bethlen Gábor feleségének, Károlyi Zsuzsannának ajándékozta. 1615-től kezdve az eredetileg négyszögletű épületet hatszögletűvé építtette át reneszánsz stílusban. A mennyezeti festményeket Egerházi (Képíró) János készítette. Bethlen halála után az építkezést nem folytatták.
1658-ban a tatárok felgyújtották és kirabolták az akkor II. Rákóczi György birtokában álló kastélyt. 1680-ban I. Apafi Mihály ide záratta be Brankovics Száva szerb püspököt. Az önálló Erdélyi Fejedelemség megszűnése után a kastély a kincstáré lett. Az 1696-ban készült leltárban „romladozott, többire elpusztult” kastélyként írják le, melynek „körös-körül való árka csak fél készületban maradott volt ab antiqua, de most már nagy részen betölt.”
1715-ben a kastély a gyulafehérvári káptalan birtokába került, és az erdélyi katolikus püspökök nyári tartózkodási helyeként szolgált. 1733-ban Sorger Gergely püspök barokk kapuzatot építtetett hozzá. A nyugati bástyában kápolnát alakítottak ki. 1792-ben a kastély leégett; Batthyány Ignác püspök a helyreállítás mellett a bővítését is tervezte, de halála miatt csak a javításra került sor. 1808–1809-ben tervek készültek a kastély részbeni lakhatóvá tételére.
Az 1930-as években lebontották a déli oldal romjait. A második világháborút követően az északi szárnyat raktárként használták, az 1970-es években egyes részeiben húsfeldolgozó üzem működött. 1981-ben beomlott az északi szárny udvar felőli sarka; a romos épület faragványai közül némelyek a gyulafehérvári múzeumban kaptak helyet.
A romániai rendszerváltás után a kastély visszakerült a gyulafehérvári római katolikus érsekség tulajdonába.

## Leírása
A közel szabályos hatszög alaprajzú kastély északi oldalán egy kapu, egy torony, valamint egy emeletes kastélyépület található, az északnyugati sarkon egy bástya maradványaival, amelyhez egy lépcsőház kapcsolódik. A nyugati sarkon szintén egy bástya és egy torony áll. Az udvart délkelet és északkelet felől kőfal határolja. A kastélyt körülvevő vizesárok maradványai is láthatóak.